# دختر ظالم بلا
دختر ظالم بلا فیلمی به کارگردانی و نویسندگی عزیزاله بهادری محصول سال ۱۳۴۹ است.

## داستان
پدر، یکی از سه دخترش را از ارث زنده‌یاد  می‌کند و پس از آن دو دختر دیگر باعث رنج و ناراحتی پدر می‌شوند و در این حال دختر محروم از ارث به نگهداری از او می‌پردازد…
این فیلم در واقع اقتباسی آزاد از نمایشنامه «شاه لیر» نوشته «ویلیام شکسپیر» است، البته در تیتراژ این مساله ذکر نشده است.

## بازیگران
- جمیله
- پیمان (احمد پاریاب خراسانی)
- ویکتوریا
- جهانگیر غفاری
- ابراهیم فخار
- مانوئل ماروتیان
- محمدرضا رفیعی
- پیشواییان
- مینا
- مژگان